# Église Notre-Dame de la Paix de Mouscron
 (février 2023).
Pour les articles homonymes, voir Église Notre-Dame.
L'église Notre-Dame de la Paix est une église paroissiale catholique du quartier La Coquinie de la ville de Mouscron.

## Histoire
Cette église, dans le style du modernisme d'après-guerre, est construite en 1962 sur un projet de C. Vastesaeger. En 1969, l'église est agrandie selon les plans de G. Devolder.

## Bâtiment
C'est une église à nef unique sobre, de plan carré et à toit plat, sur laquelle une croix modeste et un clocher rappellent la fonction religieuse de l'édifice. Le grand auvent en béton au-dessus de l'entrée est frappant.